# Ompok sindensis
Ompok sindensis är en fiskart som först beskrevs av Day, 1877.  Ompok sindensis ingår i släktet Ompok och familjen malfiskar. Inga underarter finns listade i Catalogue of Life.